# Karin Angerer
Karin Angerer (* 27. März 1964 in Würzburg) ist eine deutsche Juristin. Sie ist seit 2023 Präsidentin des Oberlandesgerichtes Bamberg.

## Leben
Angerer studierte Rechtswissenschaften und wurde 1992 mit einer Arbeit über „Schranken gesellschaftsvertraglicher Gestaltungsfreiheit bei Eingriffen in die Privatsphäre“ an der Freien Universität Berlin zum Dr. jur. promoviert. Sie trat 1993 in den Dienst der Staatsanwaltschaft München I. Anschließend war sie ab 1994 für zwei Jahre im Bayerischen Staatsministerium der Justiz tätig und dann als Nationale Expertin bei der Generaldirektion Wettbewerb der Kommission der Europäischen Gemeinschaften eingesetzt. Im Jahr 1998 wurde sie Richterin am Landgericht München II und wechselte 2000 erneut zum Justizministerium. Ab 2004 war sie dann am Landgericht München I und ab 2006 am Oberlandesgericht München tätig.
Sie leitete von 2010 bis 2019 unterschiedliche Referate im Justizministerium, wo sie 2016 zur ständigen Vertreterin des Leiters der Abteilung für Zivilrecht und Verbraucherrecht aufstieg. Sodann wurde sie 2019 Vizepräsidentin des Landgerichtes München II und 2021 als Ministerialdirigentin Leiterin des Landesjustizprüfungsamtes sowie Leiterin der Abteilung für Ausbildung, Fortbildung, Prüfungsrecht und Internationale Zusammenarbeit im Justizministerium.
Mit Wirkung vom 1. September 2023 wurde Angerer als Nachfolgerin von Lothar Schmitt zur Präsidentin des Oberlandesgerichtes Bamberg ernannt. Am 7. Februar 2024 wählte der Bayerische Landtag sie zusätzlich zum berufsrichterlichen Mitglied des Bayerischen Verfassungsgerichtshofes.